# Droit malaisien
Le droit malaisien est l'ensemble des normes constitutionnelles et législatives s'appliquant en Malaisie.

## Histoire
Avant l'indépendance en 1957, la plupart des lois du Royaume-Uni furent importées, incorporées ou simplement appliquées par la jurisprudence. Le droit malaisien est basé sur d'autres systèmes dont les systèmes australiens et indiens. Le droit pénal et le Code de procédure pénale, étaient fondés sur le Code pénal indien. De même, le droit des contrats est basé sur le modèle indien. Le droit de la propriété malaisien est basé sur le système australien de Torrens.

## Sources du droit

### Niveau fédéral
Les lois fédérales sont adoptées par le législateur (la Chambre des représentants et le Sénat) et s'appliquent dans toute la nation. Les lois fédérales sont appelées Acts [of Parliament].

#### Constitution
La Constitution fédérale est la loi suprême de l’État. Elle crée le cadre légal, la hiérarchie, les juridictions et les autres aspects administratifs de la loi.

#### Common law

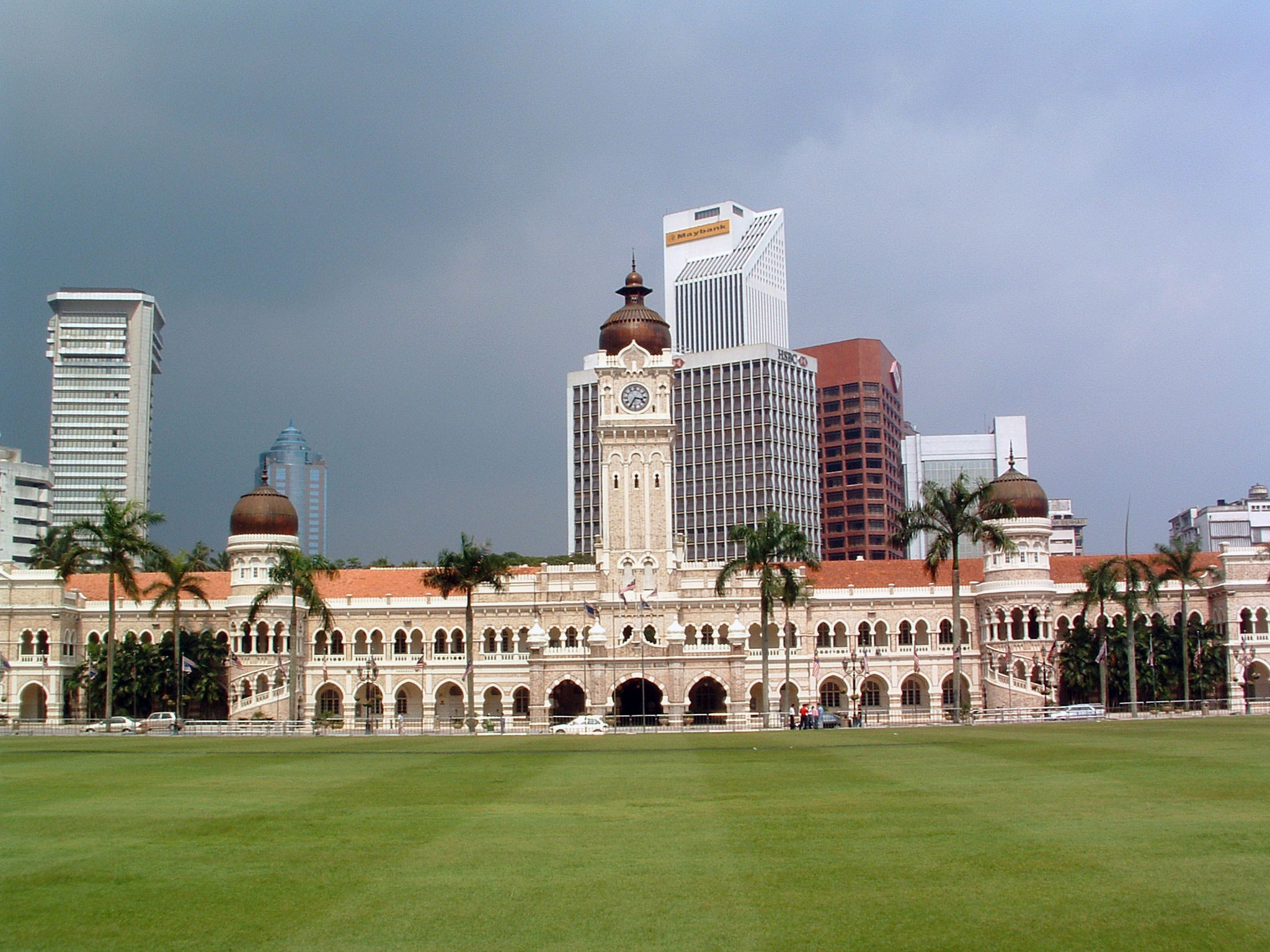
L'édifice Sultan Abdul Samad abrite les plus hautes cours de Malaisie.

Le droit de la Malaisie peut se diviser en deux types : le droit écrit et le droit non écrit. Le droit écrit fait référence aux normes légales qui ont fait l'objet d'une codification dans la Constitution ou la législation. Le droit non écrit fait référence aux normes qui ne sont pas présentes dans les codes mais dans la jurisprudence : la common law.
Dans les situations où aucune loi n'est applicable, la jurisprudence de Malaisie s'applique, et s'il n'y a pas de jurisprudence malaisienne applicable, la jurisprudence anglaise s'applique. Parfois, les jurisprudences australienne, indienne ou singapourienne ont une autorité persuasive.
L'application du droit anglais et de la common law est indiquée dans la législation. La section 5 du Code de procédure pénale dispose que le droit anglais peut s'appliquer lorsque aucune loi malaisienne ne s'applique. De même, les sections 3 et 5 de la loi sur le droit civil autorise l’application de la common law anglaise, des règles d'équité et des codes de la jurisprudence civile de Malaisie. En 2007, Ahmad Fairuz Abdul Halim s'interrogea sur la nécessité de faire appel à la common law anglaise alors que la Malaisie est indépendante depuis 50 ans et proposa de la remplacer par la jurisprudence islamique ou la charia. Toutefois, le Conseil du Barreau malaisien réagit en précisant que la common law faisait partie du système légal de la Malaisie et qu'il n'y avait aucune base suffisante pour la remplacer. L'appel au Conseil privé britannique a déjà été aboli en 1985.

### Niveau des États fédérés
Le droit des États de Malaisie est adopté par les membres des Assemblées législatives des États et s'applique dans l'État fédéré d'adoption. Les lois des États fédérés sont souvent appelées enactments ou ordinances. L'article 75 de la Constitution dispose que le droit fédéral prévaut sur les lois des États fédérés contraire, dont la charia. Le Code pénal du Kelantan de 1993 est basé sur le droit pénal musulman.

### Cas des États de Sabah et Sarawak
Après la formation de la Malaisie en 1963, la Constitution fédérale fut amendée pour inclure les dispositions spéciales applicables aux États de Sabah et Sarawak. Certaines lois fédérales s'applique à ces États de manière différente sur un certain nombre d'éléments en particulier les questions d'immigration, de propriété et de gestion des ressources naturelles. Par exemple, la Malaisie péninsulaire, le National Land Code gouverne la plupart des lois relatant la propriété. À Sabah, la principale législation est la Sabah Land Ordinance ; et au Sarawak, le Sarawak Land Code.

## Sources

## Compléments